# Luca Barbareschi

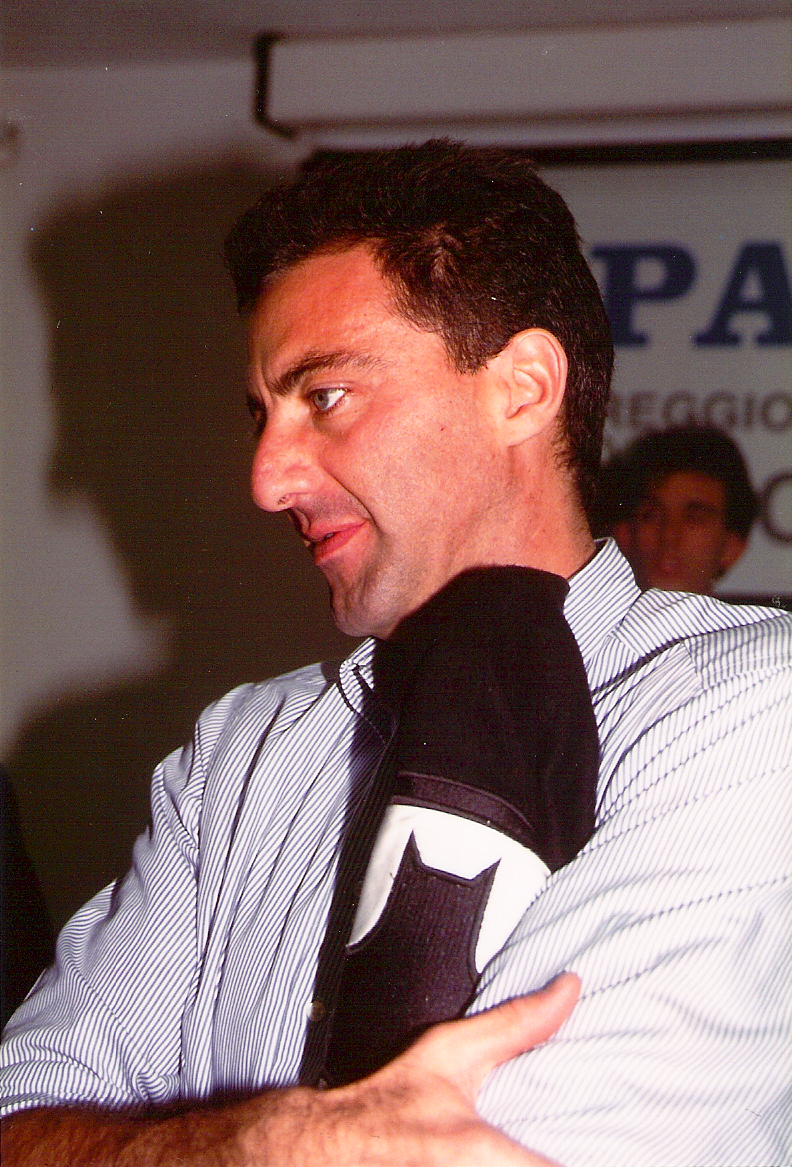
Luca Barbareschi (Januar 2008)

Luca Giorgio Barbareschi (* 28. Juli 1956 in Montevideo, Uruguay) ist ein uruguayisch-italienischer Film- und Theaterschauspieler, sowie Filmproduzent, Drehbuchautor und Filmregisseur. Von 2008 bis 2013 war Barbareschi Mitglied der italienischen Abgeordnetenkammer.

## Leben
Barbareschi, der in Italien aufwuchs, begann seine Karriere Mitte der 1970er Jahre als Regieassistent an einem Theater in Verona, unter dem Theaterregisseur Virginio Puecher. Mit Puecher ging es anschließend in die Vereinigten Staaten, wo er in Chicago (Illinois) Jacques Offenbachs Operette Hoffmanns Erzählungen in Szene setzte. Danach lebte Barbareschi einige Zeit in den USA und studierte in New York City Schauspiel unter anderem bei Lee Strasberg und Stella Adler. 1979 debütierte er in Umberto Lenzis Thriller Da Corleone a Brooklyn.
Sein zweiter Film sollte sein bislang umstrittenstes Werk sein. In Cannibal Holocaust, einem 1980 produzierten Kannibalenfilm, wollte Regisseur Ruggero Deodato dem Zuschauer so viel Realismus bieten, dass er die Darsteller, darunter Barbareschi, einen Vertrag unterschreiben ließ, wonach diese sich für ein Jahr aus der Öffentlichkeit zurückziehen sollten. Viele nahmen an, dass die Schauspieler in dem sehr realistischen Werk tatsächlich getötet wurden, so dass Deodato verhaftet wurde und einer Mordanklage entgegen sah. Der Richter konnte erst dann von der Unversehrtheit der Schauspieler überzeugt werden, als der Vertrag aufgelöst wurde, und Barbareschi und seine Kollegen in einer Fernsehshow vor das Publikum traten.
Barbareschi wurde über die italienischen Landesgrenzen hinaus kaum international bekannt. Einer seiner bekanntesten Filme der letzten Jahre war die 1999 produzierte Bibelverfilmung Die Bibel – Jesus in der Barbareschi Herodes Antipas verkörperte.
Im Februar 1990 gründete er die Produktionsgesellschaft Casanova Entertainment, die sich auf die Produktion von Spielfilmen aber auch Theaterstücken spezialisiert hatte. Heute produziert sie fürs italienische Fernsehen aufwändige Mehrteiler.
Seit Januar 2010 moderiert Barbareschi die Talkshow Barbareschi Sciock für den Sender La7.
Luca Barbareschi hat sich in Italien auch als sozialer Fürsprecher einen Namen gemacht. So gründete er im April 2007 die Fondazione Luca Barbareschi, die es sich zur Aufgabe gesetzt hat, Kindern, die sexuell missbraucht wurden, zu unterstützen.
Barbareschi wurde 2008 für die Partei Popolo della Libertà in die Abgeordnetenkammer Italiens gewählt und schloss sich dort am 30. Juli 2010 der neugegründeten Fraktion Futuro e Libertà per l’Italia an, die er aber am 21. Februar 2011 wieder verließ. Bei den Parlamentswahlen 2013 kandidierte er nicht mehr.
Er hat drei Töchter mit seiner ersten Frau Patrizia Fachini. In zweiter Ehe war er mit Lucrezia Lante della Rovere, einer italienischen Schauspielerin, verheiratet.

## Filmografie (Auswahl)
- 1980: Nackt und zerfleischt (Cannibal Holocaust)
- 1983: Ein Sommernachtstraum (Sogno di una notte d’estate)
- 1992: Die geheimnisvolle Blonde (La Bionda)
- 1993: Casanovas Mantel (Плащ Казановы)
- 1999: Die Bibel – Jesus (Jesus, Fernsehfilm)
- 1999: Le fils du Français
- 2006: Donna Roma (Donna Roma)
- 2009: The International (The International)
- 2023: The Palace